# Naked Cowboy
Robert John Burke (23. december 1970 i Cincinnati, Ohio i USA), bedre kendt som Naked Cowboy, er en amerikansk gøgler med tilholdssted på Times Square i New York. Naked Cowboy er kun iført cowboystøvler, en cowboyhat, underbukser, og har en guitar strategisk placeret for at give indtryk af nøgenhed. Han synger og spiller, og får meget opmærksomhed af forbipasserende turister, der standser og tager billeder.
Den 6. oktober 2010 annoncerede Burck formelt, at han stiller op til præsidentvalget i det Amerikanske præsidentvalg 2012 som kandidat for Tea Party-bevægelsen.